# Jet Black
Jet Black war eine Deutsche Screamo-Band aus Bremen. Sie gelten bis heute, auch nach ihrer Auflösung im Jahre 2006, als ein wichtiger Vertreter des Screamo in Deutschland. Jet Black standen bei Unterm durchschnitt, einem Kölner Plattenlabel, unter Vertrag.

## Geschichte
Die Band Jet Black wurde im Jahr 1999 gegründet und brachten 2002 ihre Debüt-EP Selftitled bei Unterm durchschnitt heraus. Auf der darauf folgenden Tour spielten sie unter anderem mit Bands wie The Robocop Kraus, JR Ewing oder auch The Now Denial. Auf der Compilation Turn it down veröffentlichten Jet Black 2004 einen neuen Song. Dieser trägt den Namen 48 h. Im Jahre 2005 gab die Band ihre Auflösung bekannt und 2006 veröffentlichten sie ihr erstes und letztes Album The Dead End. Ihr Abschiedskonzert spielten sie am 1. April 2006 im G18 in Bremen.

„[…] ein explosives Gemisch voller Wut im Bauch, Angst im Kopf und Sehnsucht im Herzen.“

## Diskografie
- 2002: Jet Black (EP, Unterm durchschnitt)
- 2006: The Dead End (Album, Unterm durchschnitt)